# Pianguan
Pianguan (en chino, 偏关; pinyin, Piānguān) es un condado  bajo la administración directa de la Prefectura Xinzhou en la Provincia de Shanxi, República Popular China. Su área es de 1666 km² y su población total para 2010 superó los 112 mil habitantes. 

## Administración
Desde julio de 2020 el condado Pianguan se divide en 8 pueblos que se administran en 6 poblados y 2 villas.

## Toponimia
El topónimo Pianguan [/Pian-Kuan/] significa 'paso ladeado'. El terreno se eleva hacia el este y se hunde hacia el oeste, como una cabeza humana que está ligeramente elevada en un lado, por lo que recibe este nombre.
Este término hace referencia a un estrechamiento en el terreno, a menudo utilizado en contextos geográficos para describir una ruta de difícil acceso. El carácter Pian (偏) implica algo inclinado o desviado, y en un contexto geográfico Guan "关" se refiere a un paso o portillo .